# 아르보가시

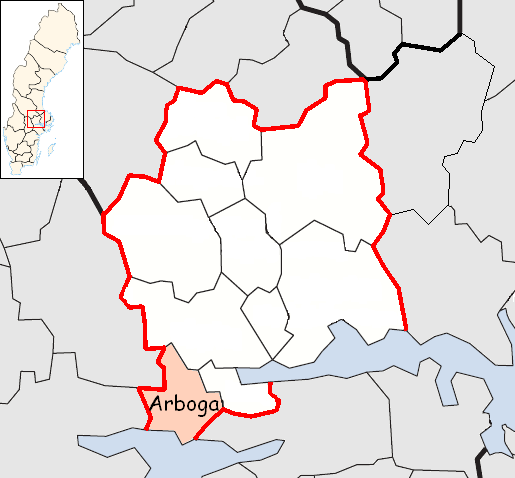
아르보가 시의 위치

아르보가시(스웨덴어: Arboga kommun)는 스웨덴 베스트만란드주에 위치한 지방 자치체로 행정 중심지는 아르보가이며 면적은 419.37km2, 인구는 13,903명(2016년 12월 31일 기준), 인구 밀도는 33명/km2이다.

시 문장